# 6333 Helenejacq
A 6333 Helenejacq (ideiglenes jelöléssel 1992 LG) a Naprendszer kisbolygóövében található aszteroida. G. J. Leonard fedezte fel 1992. június 3-án.